# 白年雪
白年雪（韓語：백년설，1914年1月19日—1980年12月6日），朝鲜日治时期及大韩民国的著名歌手。原名李甲龙（이갑용）、李昌珉（이창민）。1914年出生在庆尚北道星州郡，毕业于星州高等學校。他在1938年进入歌坛，并演唱了大量歌曲，包括著名的《流浪者的悲哀》（나그네 설움），被中文圈翻译为《风凄凄意绵绵》并翻唱。1958年创办大韩歌手协会，1963年退出歌坛并结婚。1978年和妻子遷居美国加利福尼亚州洛杉矶，1980年在美国逝世。